# 16372 Demichele
A 16372 Demichele (ideiglenes jelöléssel (16372) 1981 EP1) a Naprendszer kisbolygóövében található aszteroida. Henri Debehogne és Giovanni de Sanctis fedezte fel 1981. március 7-én.